# Anatoliy Sass
Pour les articles homonymes, voir Sass.
Anatoliy Fomich Sass (en russe : Анатолий Фомич Сасс, Anatoli Fomitch Sass), né le 22 décembre 1935 à Moscou (RSFS de Russie, URSS) et mort le 31 août 2023, est un rameur soviétique qui participe aux Jeux olympiques de 1964 et de 1968.
Il termine 7e du quatre sans barreur en 1964, puis remporte le titre olympique du double sans barreur en 1968 avec Aleksandr Timoshinin.